# Tachikawa Ki-94 II
Tachikawa Ki-94 II (jap. 立川 Ki-94 II) – prototypowy myśliwiec Cesarskiej Armii Japońskiej z czasów II wojny światowej, przeznaczony do lotów na dużej wysokości. Jego głównym zadaniem miało być zwalczanie amerykańskich bombowców Boeing B-29 Superfortress, dokonujących strategicznych bombardowań celów w Japonii. Na trzy dni przed oblotem prototypu Japonia podpisała zawieszenie broni.

## Historia
Już w 1942 r. Japonia dostrzegła zagrażające jej niebezpieczeństwo ze strony masowych, dywanowych nalotów dokonywanych z dużej wysokości. Sytuacja była tym bardziej niebezpieczna i nagląca, że lotnictwo Armii Lądowej, które odpowiedzialne było za obronę wysp macierzystych, nie dysponowało w swoim arsenale maszyną zdolną do skutecznego przeciwstawienia się zagrożeniu ze strony bombowców operujących na wysokości 10 000 metrów i wyżej. 
Aby temu zaradzić, Wydział Techniczny Sił Powietrznych opracował w sierpniu 1942 r. wstępne założenia techniczne dla jednosilnikowego myśliwca przechwytującego, charakteryzującego się dużym zasięgiem, silnym uzbrojeniem, prędkością rzędu 750-800 km/h i pułapem operacyjnym 13000 metrów. Jak na możliwości japońskiego przemysłu lotniczego były to wymagania bardzo wysokie.
Dosyć wygórowane wymagania techniczne, jakie stawiało lotnictwo armii zaowocowało budową kilku typów dwusilnikowych, ciężkich myśliwców wysokościowych. Wśród nich były maszyny Mitsubishi Ki-83 i Kawasaki Ki-108. Inną drogą poszli inżynierowie wytwórni Tachikawa i Nakajima, którzy w porozumieniu z wydziałem technicznym doszli do wniosku, że stworzenie samolotu o bardzo dużym zasięgu, silnie uzbrojonego, dużej prędkości i zdolnego do lotu na bardzo wysokim pułapie przekracza realne możliwości japońskiego przemysłu (jakkolwiek wymienione wcześniej typy samolotów dwusilnikowych pokazują, że całkowicie nie zrezygnowano z tej drogi pozyskania nowej maszyny).
Efektem prac inżynierów Nakajimy był klasyczny, jednosilnikowy myśliwiec Nakajima Ki-87. Konstruktorzy Tachikawy podeszli do problemu w całkowicie odmienny sposób. Zaprojektowali bardzo awangardowy, jak na ówczesne japońskie realia, myśliwiec oznaczony jako Tachikawa Ki-94 I. Nowatorskie rozwiązania zastosowane w konstrukcji Ki-94 I były jednak przyczyną jej końca. Oceniono, że maszyna jest zbyt wymagająca technologicznie, a przedstawione obliczenia dotyczące jej osiągów zbyt optymistyczne i w grudniu 1943 r. cały program został anulowany. Niezrażeni niepowodzeniem inżynierowie Tachikawy przedstawili Wydziałowi Technicznemu kolejny projekt wysokościowego myśliwca oznaczonego jako Tachikawa Ki-94 II. Była to zdecydowanie bardziej klasyczna konstrukcja dająca nadzieję na szybką realizację i produkcję seryjną. Wydział zaakceptował projekt i Armia Lądowa złożyła zamówienie na trzy samoloty prototypowe, samolot do prób wytrzymałościowych oraz osiemnaście maszyn przedseryjnych. Ukończenie budowy pierwszego prototypu planowano na 20 lipca 1945 roku, ale pracę zakończono dopiero dwa tygodnie później. 18 sierpnia tego samego roku zaplanowany został pierwszy lot samolotu, jednak 15 sierpnia cesarz Hirohito w radiowym orędziu do narodu ogłosił kapitulację Japonii wobec aliantów. Zakończyło to wszelkie pracę nad Ki-94 II. Jeszcze przed planowanym oblotem pierwszego prototypu, trwały pracę montażowe nad kolejną maszyną. Ki-94 II miał się również stać podstawą do budowy zmodernizowanej wersji wysokościowego myśliwca, oznaczonego jako Tachikawa Ki-104. Prototyp Ki-94 II został po wojnie przejęty przez Amerykanów, którzy planowali poddać samolot próbom w locie. Nie doszło jednak do tego i pod koniec lat 40. XX wieku maszyna została złomowana.

## Konstrukcja
Ki-94 II był wolnonośnym dolnopłatem o konstrukcji metalowej z ciśnieniową kabiną pilota. Maszyna napędzana była pojedynczym silnikiem gwiazdowym Nakajima Ha-219 I Ru z turbodoładowaniem z sześciołopatowym śmigłem o zmiennym skoku i średnicy 4 m. Z racji opóźnienia w dostawie docelowego, sześciołopatowego w swój dziewiczy lot prototyp maszyny miał się wznieść ze śmigłem czterołopatowym. Skrzydło o niewielkim wzniosie i laminarnym profilu. Usterzenie klasyczne, podwozie trójpodporowe, chowane do wnęk w skrzydłach z tylnym kółkiem ogonowym.

## Uzbrojenie
Samolot uzbrojony był w dwa działka Ho-105 kalibru 30 mm z zapasem amunicji po 100 pocisków na działko oraz dwa Ho-5 kalibru 20 mm z zapasem 200 nabojów na każde. Działka umieszczone były w skrzydle, wyloty luf znajdowały się na krawędzi natarcia płata.